# 유성 (동창조후)
유성(劉成, ? ~ ?)은 전한 후기의 제후로, 청하강왕의 아들이다.

## 행적
본시 4년(기원전 70년), 동창후(東昌侯)에 봉해졌다.
시호를 조(趮)라 하였고, 작위는 아들 유친이 이었다.

## 출전
- 반고, 《한서》 권15하 왕자후표 下

| 선대 (첫 봉건) | 전한의 동창후 기원전 70년 ~ ? | 후대 아들 동창경후 유친 |